# James Philbrook
James Philbrook (* 22. Oktober 1924 in Davenport, Iowa; † 24. Oktober 1982 in Los Angeles, Kalifornien) war ein US-amerikanischer Schauspieler.
Philbrook kam erst im Alter von über dreißig Jahren zum Film und fand zunächst Beschäftigung in vielen Fernsehserien und in zwei Filmen neben Susan Hayward. In drei Serien (The Islanders, The Investigators und der Loretta Young Show) hatte er feste Engagements.
Mitte der 1960er Jahre ging er wie viele seiner Kollegen nach Europa, wo er in einigen Genrefilmen besetzt wurde; doch schon ab 1967 ließen die Angebote nach, und nach 1970 war er nur noch zweimal zu sehen.
Philbrook ging in die Vereinigten Staaten zurück und starb vergessen in relativ jungem Alter.

## Filmografie (Auswahl)
- 1965: Finger on the Trigger
- 1965: Dos mil Dolares por Coyote
- 1965: Sohn des Revolverhelden (Son of a Gunfighter)
- 1967: Fedra West
- 1967: Die Rache des Pancho Villa (Los 7 de Pancho Villa)
- 1975: Si quieres vivir… dispara